# Don't Wanna Lose This Feeling
Singles de Dannii Minogue
I Begin to Wonder
(2003) You Won't Forget About Me
(2004)
Pistes de Neon Nights
Mystified Vibe On
Don't Wanna Lose This Feeling est une chanson de la chanteuse australienne Dannii Minogue. 4e extrait de l'album Neon Nights, le single sort en juin 2003. La chanson a été écrite par B. Alexandre, M. Joly, D. Minogue, T. Ronald, J. Theochari, C. Troillard et produit par Neimo & Al Stone. Le single atteint le top 20 dans de nombreux pays et numéro des clubs au Royaume-Uni. Cette chanson est inspirée de Into the Groove, de Madonna.

## Formats et liste des pistes
Voici les différents formats et liste de pistes du single Don't Wanna Lose This Feeling. 
 Royaume-Uni CD single

(LONCD478; Released 9 juin 2003)
1. "Don't Wanna Lose This Feeling" (Al Stones Radio version) – 3:33
2. "Don't Wanna Lose This Groove" (Radio version) – 3:16
3. "Goodbye Song" (Terry Ronald, Ian Masterson) – 3:50
4. "Don't Wanna Lose This Feeling" music video

12-inch single

(LONX478; Released 9 juin 2003)
1. "Don't Wanna Lose This Feeling" (Stella Brown Vocal mix) – 6:49
2. "Don't Wanna Lose This Groove" (Extended remix) – 5:06
3. "I Begin to Wonder" (DJ Bardot remix) – 7:48

 Australie CD single

(5046672922; Released 2003)
1. "Don't Wanna Lose This Feeling" (Al Stones Radio version) – 3:33
2. "Don't Wanna Lose This Groove" (Radio version) – 3:16
3. "Don't Wanna Lose This Feeling" (Stella Brown Vocal mix) – 6:49
4. "Don't Wanna Lose This Groove" (Extended Bootleg mix) – 5:06
5. "Goodbye Song" – 3:50

Remixes officiels
1. "Don't Wanna Lose This Feeling" (Stella Brown dub mix) – 7:05
2. "Don't Wanna Lose This Feeling" (Jupiter Ace mix) – 5:40

## Crédit et personnels
Voici les personnes qui ont contribué à la chanson Don't Wanna Lose This Feeling :
- Dannii Minogue – chant
- Neimo, Al Stone – Réalisateur artistique
- Etienne Colin – Mixage audio
- Loolah – photographe

## performance dans les hit-parades
| Classement (2003)                      | Meilleure position |
| -------------------------------------- | ------------------ |
| Australie Classement single            | 22                 |
| Belgique Classement single             | 43                 |
| Pays-Bas Top 40                        | 66                 |
| France Classement single               | 40                 |
| Irlande Classement single              | 38                 |
| Royaume-Uni Classement single          | 5                  |
| Royaume-Uni Upfront Classement club    | 1                  |
| États-Unis Billboard Hot Dance Airplay | 8                  |

| Année | Pays                          | Position |
| ----- | ----------------------------- | -------- |
| 2003  | Royaume-Uni Classement single | 199      |